# Лончино
Лончино (пол. Łączyno, нім. Lonschin) — село в Польщі, у гміні Стенжиця Картузького повіту Поморського воєводства.
Населення — 356 осіб (2011).
Село знаходиться на березі Нижнього Радунського озера. Через Лончино проходить туристична стежка «Шимбарські пагорби». З іншого боку Кашубської брами — перешийка, що розділяє обидва Радунські озера, знаходиться лімнологічна станція Гданського університету, а через перешийок проходить місцева дорога № 228.
У 1975—1998 роках село належало до Гданського воєводства.

## Демографія
Демографічна структура станом на 31 березня 2011 року:
|          | Загалом | Допрацездатний вік | Працездатний вік | Постпрацездатний вік |
| -------- | ------- | ------------------ | ---------------- | -------------------- |
| Чоловіки | 195     | 63                 | 118              | 14                   |
| Жінки    | 161     | 44                 | 94               | 23                   |
| Разом    | 356     | 107                | 212              | 37                   |